# Brasserie Mollard
 (juillet 2010).
Si vous disposez d'ouvrages ou d'articles de référence ou si vous connaissez des sites web de qualité traitant du thème abordé ici, merci de compléter l'article en donnant les références utiles à sa vérifiabilité et en les liant à la section « Notes et références ».
La Brasserie Mollard est une des plus anciennes brasseries de Paris, située rue Saint-Lazare dans le 8e arrondissement, à proximité de la gare Saint-Lazare. Son décor est l’œuvre d’Édouard-Jean Niermans, architecte de l’Hôtel Negresco à Nice, l’Hôtel de Paris à Monte-Carlo et du cabaret du Moulin-Rouge, assisté d'Eugène Martial Simas.

## Origine de la brasserie
Originaires de Savoie, les époux Mollard débarquent à Paris en 1867. Monsieur Mollard livre du charbon pendant que son épouse sert vin, bière et absinthe au comptoir.
Bien située devant la gare Saint-Lazare, la Maison Mollard eut un immense succès. Trente années après son arrivée, monsieur Mollard put entreprendre des travaux considérables et réaliser un établissement en style moderne. À l’époque de l’Art nouveau, il confie la transformation de son établissement à l’architecte Édouard-Jean Niermans.

## Histoire

### Le quartier
Le 27 août 1837 marque le départ du premier train depuis la gare Saint-Lazare, surnommée « l'Embarcadère de l'Ouest », pour Saint-Germain-en-Laye. Ce quartier de Paris, dans l'ancien 1er arrondissement, était encore périphérique, avant que Paris n'annexe ses communes limitrophes en 1860. De 1865, et en 1895[pas clair], le quartier prit la forme que l’on connaît aujourd’hui. Il se développe très vite : les bonnes affaires s'y négocient, et l'on y fait fortune, les transports se développent, les grands magasins ouvrent.

### La brasserie
En 1895, la Maison Mollard créa l'événement en devenant le restaurant le plus chic et le rendez-vous de grand luxe le plus en pointe dans le quartier le plus moderne qui soit à Paris. Le Gil Blas annonça l'ouverture de l'établissement en 1895.
En 1928, Mollard fut racheté par la famille Gauthier et, de 1930 à 1934, l'établissement traversa la crise comme l'ensemble des commerces de l'époque. Ce furent l'essor du Front populaire et la marche vers la Seconde Guerre mondiale. Celle-ci ne changea guère l'activité, mais en revanche, sous l'Occupation, l'établissement permit à beaucoup d'habitants du quartier de survivre dans la pénurie ; chaque jour, la queue s'allongeait devant la porte.
En 1945, la vie des affaires recommença, et la clientèle d'après-guerre de Mollard se composa essentiellement de Rouennais et de Havrais qui, reprenant leurs affaires parisiennes, devant la pénurie de bureaux, tenaient salon dans le restaurant. Deux jours par semaine, ils recevaient les fournisseurs le matin et leurs clients l'après-midi, autour de tournées d'apéritifs. Mollard devint le rendez-vous des grands des affaires, le « bureau ».
Dans les années 1950, Mollard redevint un restaurant à part entière et fit même courir tout Paris avec sa formule de l'omelette surprise : tout était servi à discrétion sur la table pour une somme de 10 francs. Cette idée séduisit sans peine les Parisiens qui conservaient encore les mauvais souvenirs de tant d'années de disette. La formule dura jusqu'à la fin des années 1960, et assura le succès de la Maison Mollard. Puis, petit à petit, ce quartier s'est transformé en un quartier d'affaires et de spectacles.
La brasserie fait l’objet d’une inscription au titre des monuments historiques depuis le 9 novembre 1989.

## Décors

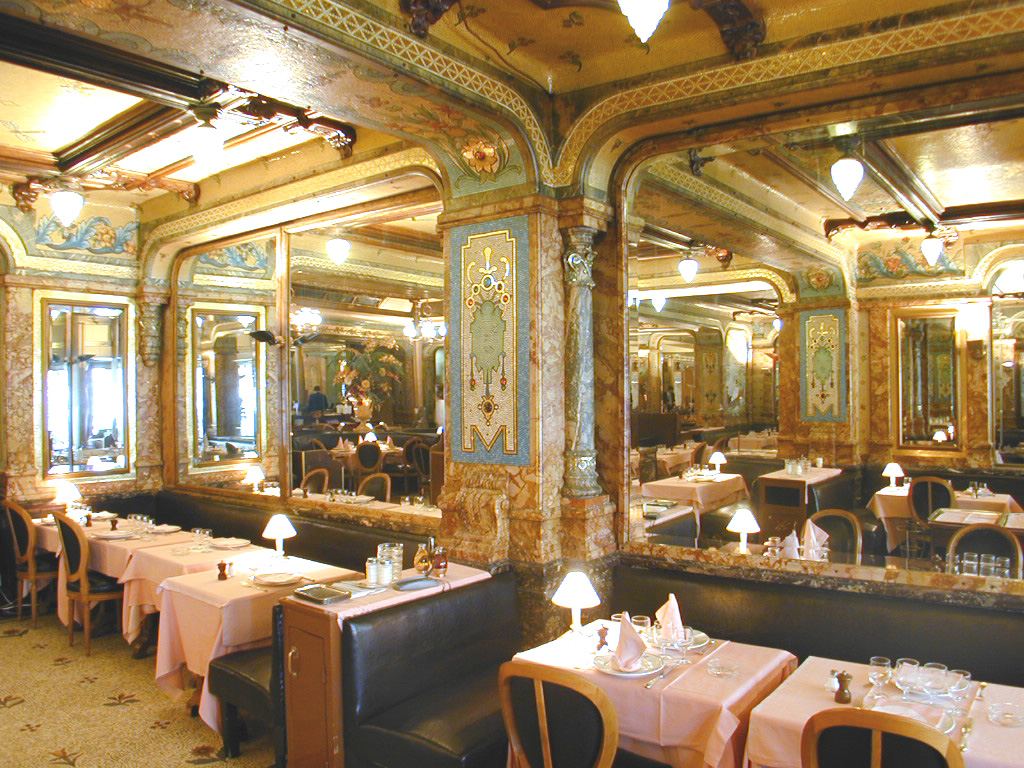

Il a été demandé aux ateliers de Sarreguemines de créer des pièces uniques ayant pour thème la vie autour de la gare Saint-Lazare à partir des mosaïques spécialement venues d’Italie. Ces pièces évoquent Deauville, Saint-Germain-en-Laye, Ville-d'Avray, l'entrée et la sortie de la gare Saint-Lazare, une « partie fine » de l'époque, sans oublier l'Alsace et la Lorraine, inévitables en cette année 1895. Les colonnes et les plafonds sont décorés en émaux dimensionnés des émaux de Briare avec des motifs de fleurs et d'insectes traités dans le style typique de l'Art nouveau.
Édouard-Jean Niermans — architecte qui réalisa entre autres l’hôtel Negresco à Nice, le salon de thé Angelina et le cabaret des Folies Bergère —, eut le contrôle de l'ensemble de la réalisation, fit lui-même les dessins des mosaïques[réf. nécessaire], dessina les modèles des chaises, des tables, des luminaires, des portemanteaux et de la caisse. De nombreuses mosaïques et faïences sont signées Eugène Martial Simas.
Cependant, après la Première Guerre mondiale, l'essentiel de la clientèle de Mollard avait disparu. L'affaire mourait doucement. Jugeant alors le décor trop démodé, et afin de relancer le restaurant, l'essentiel de la décoration fut alors recouvert par de la peinture et de grands miroirs, ce qui permit de retrouver intacte la presque totalité du cadre, cinquante ans plus tard. Cependant, la verrière centrale s'effondra en 1920.
En 1965, la direction décida de restaurer les anciennes décorations : l'essentiel du décor avait été préservé. Toutes les grandes fresques de l'époque ont été restaurées, une seule a été perdue. Mollard a retrouvé son cadre de 1895 et son décor historique, fait de tons vert d'eau, bleu roi, dorés, de marbres beiges et marron sur les grandes colonnes et tout autour des mosaïques anciennes, réalisées par Henri Bichi en émaux de Briare et Eugène Martial Simas.
Sont cependant d'époque récente le nouveau petit salon rose, ainsi que deux salons à part, dits « les Jardins de L’Isly », prévus pour les séminaires et autres réunions.
En 2011, l'architecte d'intérieur Philippe André est consulté pour proposer un projet de modification de façade, achevé en 2013.

## Caractéristiques
- La Brasserie Mollard est indépendante[3].
- Deux salons privés : « Hivers » et « Les trois saisons » forment « les Jardins de l’Isly » pour organiser des réceptions, des séminaires, des cocktails.
- Ouverte[réf. nécessaire] entre 12 h 30 et 0 h 30.

## Cuisine
Le chef propose une cuisine traditionnelle française accentuée sur les poissons et les fruits de mer.